# Boćwiński Młyn
Boćwiński Młyn (deutsch Bodschwingken Mühle, 1938–1945 Herandstaler Mühle) ist eine Siedlung in der polnischen Woiwodschaft Ermland-Masuren, die zur Stadt- und Landgemeinde Gołdap (Goldap) im Kreis Gołdap gehört.
Boćwiński Młyn liegt im Nordosten der Woiwodschaft Ermland-Masuren am Südostufer der Goldap (polnisch Gołdapa). Bis zur Kreisstadt Gołdap (Goldap) sind es 14 Kilometer in nordöstlicher Richtung. 
Der kleine Ort ist über eine Stichstraße zu erreichen, die von der Nebenstraße von Gołdap über Skocze (Skötschen, 1938–1945 Grönfleet) nach Boćwinka (Bodschwingken, 1938–1945 Herandstal) kurz vor Boćwinka in westlicher Richtung abzweigt. Bis 1945 bestand Bahnanschluss über die Station in Bodschwingken/Herandstal an der Bahnstrecke Angerburg–Goldap, die kriegsbedingt nicht mehr betrieben wird.
Boćwiński Młyn bestand ursprünglich aus einem großen Hof und einer Wassermühle. Der Ort war mit der Gemeinde Boćwinka verbunden und gehörte so zum Kreis Goldap im Regierungsbezirk Gumbinnen der preußischen Provinz Ostpreußen. Zu dem Anwesen, dessen Eigentümer in den 1920er Jahren die Familie Borowski war, gehörten neben der Mühle ein Sägewerk sowie eine Landfläche von 180 Hektar. Das langgestreckte Gutshaus – heute äußerlich in guter Verfassung – ist ein Bau aus dem 19. Jahrhundert. Heute ist es im Besitz der Agencja Własności Rolnej Skarbu Państwa (AWRSP – Staatliche Agentur für landwirtschaftliche Immobilien).
Im Jahr 1938 wurde die Mühle Bodschwingken in Herandstaler Mühle umbenannt. In Kriegsfolge kam der Ort 1945 mit dem gesamten südlichen Ostpreußen zu Polen und erhielt die polnische Namensform Boćwiński Młyn. Der kleine Ort wurde verselbständigt und ist heute eine Ortschaft im Verbund der Stadt- und Landgemeinde Gołdap im Powiat Gołdapski, bis 1998 der Woiwodschaft Suwałki, seither der Woiwodschaft Ermland-Masuren zugehörig.
Kirchlich war Bodschwingken Mühle (Herandstaler Mühle) bis 1945 über die Gemeinde Bodschwingken (Herandstal) mit seiner fast ausnahmslos evangelischen Einwohnerschaft in das Kirchspiel der Kirche zu Grabowen (1938–1945 Arnswald, polnisch Grabowo) eingepfarrt. Heute ist die evangelische Kirchengemeinde in Gołdap zuständig. Die Pfarrkirche der Katholiken stand vor 1945 in Goldap, heute ist eine eigene Pfarrei in Grabowo errichtet.